# Naiane Rios
Naiane de Almeida Rios est une joueuse de volley-ball brésilienne née le 29 novembre 1994 à Belém (Pará). Elle mesure 1,79 m et joue au poste de passeuse.

## Clubs
| Club                  | De        | À         |
| --------------------- | --------- | --------- |
| Macaé Sports          | 2010-2011 | 2010-2011 |
| EC Pinheiros          | 2010-2011 | 2010-2011 |
| Minas Tênis Clube     | 2014-2015 | 2016-2017 |
| GR Barueri            | 2017-2018 | 2017-2018 |
| Vôlei Bauru           | 2018-2019 | 2019-2020 |
| Osasco Voleibol Clube | 2020-2021 | 2020-2021 |
| Chemik Police         | 2021-2022 | 2021-2022 |
| EC Pinheiros          | 2022-2023 | 2022-2023 |
| Praia Clube           | 2023-2024 | 2023-2024 |
| Volero Le Cannet      | 2024-2025 | …         |

## Palmarès

### Équipe nationale
- Grand Prix Mondial
  - Vainqueur : 2016.
- World Grand Champions Cup
  - Finaliste : 2017.
- Championnat du monde des moins de 23 ans
  - Vainqueur : 2015.
- Coupe panaméricaine des moins de 23 ans
  - Finaliste : 2012.
- Championnat d'Amérique du Sud  des moins de 20 ans
  - Vainqueur : 2012.
- Championnat d'Amérique du Sud  des moins de 18 ans
  - Vainqueur : 2010.

### Clubs
- Coupe du Brésil
  - Finaliste : 2017.

### Distinctions individuelles
- Championnat d'Amérique du Sud féminin de volley-ball des moins de 18 ans 2010: Meilleure passeuse[2].
- Championnat d'Amérique du Sud féminin de volley-ball des moins de 20 ans 2012: Meilleure passeuse[3].